# Papa Roach
Papa Roach es una banda estadounidense de Nu metal fundada en 1993 en Vacaville, California. Se dio a conocer internacionalmente en el año 2000, con su segundo álbum, Infest, certificado tres veces como disco de platino. Los tres álbumes siguientes, continuaron su éxito: Lovehatetragedy en el año 2002, Getting Away With Murder en 2004 y The Paramour Sessions en 2006. A estos trabajos, les siguieron Metamorphosis en 2009, The Connection  en 2012, F.E.A.R. en 2015, Crooked Teeth en 2017 y, cinco años después, el último álbum de Papa Roach hasta la fecha, Ego Trip.
En sus primeros años, la banda era descrita como nu metal y rap metal. Con el tiempo, la agrupación añadió otros sonidos a su música, tales como el hard rock, el metal y el rock alternativo.
El nombre del grupo, proviene del abuelo de Shaddix, Howard William Roatch, que tenía el apodo de "Papa Roach". Roatch se suicidó en 2006 y, por ello, el grupo le rinde homenaje en el disco The Paramour Sessions, con la canción «Roses on My Grave». La banda ha vendido más de 24 millones de discos en todo el mundo.[cita requerida]

## Historia

### Inicios yOld Friends from Young Years(1993-1998)
La formación de Papa Roach empezó en enero de 1993 en Vacaville, en el Norte de California cuando Jacoby Shaddix (vocalista) conoce a Dave Buckner (batería). A estos dos se unirán Will James (bajo) y Ben Lutter (guitarra). Poco después, Will James es reemplazado por Tobin Esperance y Ben Lutter es reemplazado por Jerry Horton. En ese momento la banda practicaba a diario en el garaje de Dave y realizaba ya algunas actuaciones locales.
En 1994, Papa Roach grabó su primer EP, que constaba de siete canciones, llamado "Potatoes for Christmas". En 1995 produjo un segundo EP llamado "Cacabonita", que constaba de tres canciones. En 1997, la banda produjo su primer álbum, "Old Friends from Young Years". Debido a que en él participaron Jacoby Shaddix, Jerry Horton, Will James, y Dave Buckner, decidieron terminar su búsqueda de nuevos miembros.
En 1998, lanzaron un EP llamado "5 Tracks Deep". Vendió más de 1000 copias en su primer mes. Un año más tarde, produjeron otro EP, "Let 'Em Know". Su éxito captó la atención de Warner Music Group, que financió la producción de un CD de cinco canciones. Estas eran "Infest", "Last Resort", "Broken Home", "Dead Cell", y "She Loves Me Not". Las primeras cuatro se incluirían en el álbum Infest, y la última en Lovehatetragedy. Poco después, la discográfica DreamWorks Records ofrecieron a la banda un contrato de grabación.

### Infest(1999-2001)
Después de firmar con DreamWorks Records en octubre de 1999, ellos lanzan inmediatamente su álbum Infest. El álbum incluyó canciones anteriores de sus lanzamientos independientes, como "Infest", "Last Resort", "Broken Home" o "Dead Cell". También incluía tres nuevas canciones: "Between Angels and Insects", "Blood Brothers", y "Never Enough". Infest fue lanzado en Estados Unidos el 25 de abril del 2000, vendiendo 30 000 copias en su primera semana a la venta.
A finales del 2000, realizaron una gira por el Reino Unido, popularizándose rápidamente en este país. En 2001, la banda participó en el Ozzfest y en muchos otros conciertos de Estados Unidos y Reino Unido.

### Lovehatetragedy(2002-2003)
Después de realizar un gran número de giras por Estados Unidos, Reino Unido y Japón, la banda sacará su segundo álbum de estudio que iba a ser titulado "Born to Rock", pero que después se cambiaría el nombre por el de Lovehatetragedy. El álbum fue lanzado en Estados Unidos el 18 de junio de 2002, y aunque no se vendió más que Infest, logró el puesto más alto en los "charts" de Estados Unidos y Reino Unido. Con este álbum el grupo marcó su primer cambio en el sonido, pasando del rap metal al metal alternativo, excepto por los dos sencillo del disco: "She Loves Me Not" y "Time And Time Again".
Hubo una versión "censurada" del álbum, independiente de su contenido grosero, en donde la portada contenía la imagen del bebé, no haciendo una seña metalera, sino un puño alzado.
El álbum iba a ser originalmente nombrado Born To Rock (Nacido Para Rockear), de esta idea se desprende la imagen de la portada.
"She Loves Me Not" primeramente fue incluida en un demo lanzado por Warner en 1999, y luego relanzada en 2002. En el video aparece la imagen de un sujeto en un cuadro por segundo.
La canción "Time and Time Again" fue usada en un comercial de Pepsi el año 2002.

### Getting Away With Murder(2003-2005)
A finales de 2003, Papa Roach se metió de nuevo en el estudio para grabar su tercer álbum de estudio, llamado en un principio "Dancing In the Ashes". Sin embargo, el nombre pronto fue reemplazado Getting Away With Murder. La banda trabajó con el reconocido productor Howard Benson, escribiendo canciones tales como "Take Me" y "Scars". Después de terminar de grabar el álbum, la banda filmó el videoclip de su primer sencillo "Getting Away With Murder". Después, la banda dio algunos conciertos y realizó una gira veraniega para promocionar su disco. Algunos fanes del grupo criticaron este primer sencillo por su sonido más suave, en comparación con sus álbumes anteriores. A pesar de esto, Getting Away With Murder se vendió más que Lovehatetragedy, principalmente debido a la enorme popularidad del segundo sencillo del álbum, "Scars". Actualmente, el álbum ha vendido más de 1,5 millones de copias y ha sido certificado disco de platino. El 22 de noviembre de 2005 ellos lanzaron su primer DVD con el título de Live & Murderous In Chicago. Este concierto contenía las mejores canciones de sus tres primeros álbumes de estudio, una galería de fotos, un huevo de Pascua oculto, y todos los videoclips de la banda hasta entonces. El tercer y último sencillo de este disco es "Take Me". Para este no hicieron videoclip. Hay una versión en español de la canción "Scars", titulada "Heridas". Esta versión sería incluida en su siguiente álbum, The Paramour Sessions, solo para Latinoamérica y España.

### The Paramour Sessions(2006-2008)
El 12 de septiembre de 2006 Papa Roach lanzó su cuarto álbum de estudio The Paramour Sessions. El título se debe a la ubicación de la grabación, la "Mansión Paramour". La banda tuvo la idea de hacer un álbum en una mansión gracias al grupo Slipknot, que había grabado su disco Vol. 3: (The Subliminal Verses) en la "Mansión Houdini". El primer sencillo del disco es "...To Be Loved" y fue utilizado como tema musical en el programa televisivo WWE Raw. El álbum marcó un cambio de sonido comparado con los anteriores, puesto que pasó a un sonido más hard rock e incluyó algunas baladas. El álbum debutó en la decimosexta posición en la lista de éxitos Billboard 200.
En agosto de 2006 la banda empezó una gira por América para promocionar su nuevo álbum y posteriormente realizó otra por Europa. En octubre del mismo año realizó una gira de conciertos a través de Estados Unidos con bandas como Guns N' Roses y Deftones, a la cual se denominó "Chinese Democracy tour", y la cual tuvo éxito. Papa Roach también fue invitada a formar parte del Zippo Hot Tour junto con otros grupos como Hed Pe y Eyes Set To Kill.
El segundo sencillo del disco es "Forever" y alcanzó la segunda posición en las listas de éxitos estadounidenses Billboard Mainstream Rock Tracks y Billboard Modern Rock Tracks. La banda planeó originalmente lanzar una recopilación de grabaciones acústicas para sus canciones "Forever", "Scars" y "Not Coming Home". Esta última fue grabada para el "Álbum de Navidad" de KROQ. La recopilación acústica fue dejada en suspenso hasta el futuro. En una entrevista con en la página web de Billboard, Jacoby Shaddix, indicó que no cree que sus fanes estén preparados para un disco acústico.
El 23 de mayo de 2007, más de cuatro meses después de que hubiera llegado a las radios el sencillo "Forever", la banda presentó el vídeo oficial para la canción en Los Ángeles el cual fue dirigido por Meiert Avis. Dave Buckner estuvo en el vídeo y había vuelto en aquel momento. Finalmente el 15 de junio de 2007 el sencillo salió a la venta y el vídeo hizo su presentación oficial en AOL.
"Time Is Running Out" y "Reckless" fueron anunciados como el tercer y cuarto sencillo respectivamente a finales del 2007. La banda no grabó videoclips para las canciones. En su lugar creó webclips de actuaciones en directo y que fueron puestos en su página web.
El 28 de enero de 2008 Jacoby anunció en el MySpace de Papa Roach que Dave Buckner sería sustituido por Tony Palermo, batería del grupo "Unritten Law". Indicó también que la marcha de Dave era porque iba a ir a rehabilitación (por problemas con las drogas). Jacoby también mencionó que Papa Roach volvería a la Mansión Paramour para empezar a trabajar en su quinto álbum de estudio y Tony Palermo estaría con ellos.

### Metamorphosis(2008-2010)
En una entrevista en febrero del 2008 con la radio de rock The Blitz en Columbus, AH, Jacoby Shaddix indicó que la banda trabajaba en su nuevo álbum, que iba a ser titulado "Days of War, Nights of Love", pero por diversas razones fue cambiado por Metamorphosis. El 15 de abril de 2008, Papa Roach anunció que ellos estarían de gira en el Mötley Crüe Festival, junto con Sixx: A.M., Buckcherry y Trapt. La gira empezó el 1 de julio en Florida.
La fecha de lanzamiento del álbum fue confirmada el 26 de agosto de 2008 durante el Mötley Crüe Festival. La banda también estuvo de gira con Seether, Staind, Red, Buckcherry, Avenged Sevenfold, and Rev Theory. Posteriormente cambiaron la fecha del disco para el 24 de marzo de 2009 durante estos conciertos. El 26 de octubre, Papa Roach sacó el videoclip para el primer sencillo, "Hollywood Whore", que se convertiría en una de las canciones favoritas de los fanes. Es una canción dedicada a las mujeres del "espectáculo" como la famosa Britney Spears, Paris Hilton, etc. El estilo que se aprecia es similar al de sus anteriores discos, metal alternativo.
El segundo sencillo, "Lifeline", fue lanzado en el MySpace de la banda el 9 de enero. Esta canción también ha tenido una gran aceptación llegando a estar seis semanas en el #1 puesto del Billboard Hot Mainstream Rock Tracks chart. También ha llegado a estar en el #3 puesto del Hot Modern Rock Tracks. El tercer sencillo, "I Almost Told You That I Loved You", fue lanzado el día 1 de junio. La versión censurada del videoclip fue sacada el 12 de junio. La versión íntegra fue sacada el 15 de junio.
El DVD del Crüe Fest fue puesto a la venta el 24 de marzo de 2009. En el concierto, ellos tocaron las canciones "Time Is Running Out", "Forever", y "Last Resort". A lo largo del verano de 2009 Papa Roach realizó una gira europea por países como España, Bélgica, Austria, Suiza, entre otros. Cuando terminó esa gira volvió a Estados Unidos donde tenía programada una larga lista de conciertos.

### Time For Annihilation y Gira Mundial(2010-2012)
El 31 de agosto de 2010 salió a la venta el álbum Time For Annihilation On The Road And On The Record. El disco contiene 5 canciones nuevas ("Burn", "One Track Mind", "Kick In The Teeth", "No Matter What" y "The Enemy"). El resto del disco lo componen canciones de anteriores discos en directo.
En una entrevista, el guitarrista Jerry Horton dijo que la banda va a lanzar un nuevo álbum en el 2012 después de la gira "Vamos a empezar a viajar para la gira en marzo de 2011, luego vamos a entrar al estudio a finales de septiembre y principios de octubre para trabajar en el nuevo álbum"
En una entrevista con Upvenue, Tobin Esperance, dijo que Time For Annihilation en realidad era solo el final de una década de Papa Roach. "Hemos puesto a cinco grandes discográficas, de larga duración en los registros, y queríamos hacer algo diferente que siempre había hablado de hacer un disco en directo, y se convirtió en 'vamos a añadir un par de canciones bonus' y ahora es un medio vivo, medio nuevas canciones y es algo del pasado y el presente de Papa Roach, y creo que es una buena representación y un buen recordatorio de lo que esta banda hace, le da un vistazo a nuestro sonido, y adonde donde puede ir, también mencionar que Papa Roach va a explorar "sonidos electrónicos" para este próximo disco.

### The Connection(2012-2014)
El 15 de junio de 2012, la banda anunció en un chat en vivo con sus fanes en Youtube, que el próximo álbum será lanzado en octubre 2 y que no se había decidido un título.
También revelan nuevos títulos de canciones como "Where Did the Angels Go?", "Before I Die", "I Wish You'd Never Met Me", "Not So Beautiful", "Still Swinging", "Leader of the Broken Hearts" y "Silence is the Enemy"
El 23 de junio, la banda anunció que el nuevo sencillo sería "Still Swinging". Pudieron escucharse unos segundos muestra del nuevo sencillo, "Still Swinging", así como el nombre del próximo álbum, que se llamará The Connection. El disco salió el 2 de octubre.

### F.E.A.R. (Face Everything and Rise) (2014-2016)
El 4 de febrero de 2014, la banda anunció que van a ir al estudio, para la grabación de un nuevo álbum. El 18 de febrero de 2014 en Twitter Jerry dijo que el primer sencillo debería salir "en algún momento alrededor de julio". Hicieron un chat en vivo en el estudio en Youtube el 25 de febrero de 2014, en el chat se mencionó que ya se han escrito 4 canciones. Revelaron los títulos de tres canciones: 'Just As Broken As Me', 'Gravity' y 'War Over Me'. También dijeron que el nuevo álbum debería ser publicado en algún momento de septiembre-octubre. El 24 de abril de 2014 en una entrevista para Loudwire Jacoby reveló unos cuantos títulos de las canciones del próximo álbum, los títulos fueron 'Never Have To Say Goodbye' y 'Face Everything and Rise'. En una nueva entrevista, la banda declaró que el nuevo álbum saldría para principios de 2015. El 18 de octubre salió a la luz en sencillo Warriors. El 4 de noviembre publicaron el sencillo en formato audio y vídeo Face Everything and Rise, seguido del vídeo musical de "Gravity" el 22 de abril.

### Crooked Teeth(2016-2018)
El 26 de enero de 2016, Papa Roach anunció que estarían de vuelta en el estudio de nuevo el 1 de febrero. En julio, tocaron en vivo en los premios de la prensa alternativa. En una entrevista, anunciaron que el nuevo disco sería lanzado a principios de 2017, con un primer sencillo que aparece este año. El 1 de noviembre de 2016, filtraron "Crooked Teeth" como la primera canción del próximo disco. El 16 de febrero de 2017, salió "Help", segunda canción del álbum.

### Who Do You Trust?(2018-2021)
En octubre de 2017, la banda reveló que ya habían escrito seis canciones para el trabajo sucesor de Crooked Teeth, con planes de comenzar a trabajar en la grabación del álbum en junio de 2018. El 5 de octubre de 2018, Papa Roach lanzó dos sencillos, titulados "Renegade Music" y "Who Do You Trust?", este último, acompañado de un vídeo musical, donde el vocalista Jacoby Shaddix, interpreta al reportero de noticias Larry Dickman. Más tarde, se filtró información de que el nuevo álbum, se llamaría Who Do You Trust? y sería lanzado el 19 de enero de 2019. El 9 de noviembre, la banda confirmó esto en una entrevista. El 16 de noviembre de 2018, la banda lanzó la nueva canción, "Not the Only One".

### Ego Trip(2022-actualidad)
El 1 de agosto de 2021, la banda lanzó un nuevo sencillo titulado "Swerve", con Jason Aalon Butler de Fever 333 y el rapero estadounidense Sueco. El 9 de septiembre de 2021, Papa Roach lanzó el primer sencillo de radio "Kill The Noise" de su próximo undécimo álbum de estudio en 2022. El 29 de octubre de 2021, la banda lanzó una nueva canción "Dying To Believe". El 21 de enero de 2022, siguió "Stand Up" como el cuarto sencillo del álbum. El quinto y último sencillo "Cut the Line" se lanzó el 1 de marzo de 2022. El álbum Ego Trip se anunció el mismo día y se lanzó el 8 de abril de 2022, tras una gira en México con la banda canadiense Simple Plan.

## Estilo
En los primeros dos álbumes, Old Friends from Young Years (1997) e Infest (2000) Papa Roach tendían a usar rap metal y nu metal. Desde Lovehatetragedy (2002), su música se transformó abandonando el rap y adoptando un sonido menos rítmico, siendo mejor descrito como metal alternativo. En su sencillo, "...To Be Loved" de su álbum, The Paramour Sessions, presenta pedazos de su antiguo sonido del nu metal, con rapeos en los primeros y últimos versos, a pesar de ser un álbum de hard rock. Adicionalmente, con su álbum Metamorphosis, como el mismo nombre lo expresa, la banda siente que su música va por un gran cambio a "cosas que son más... rápidas y duras", en comparación con el sonido de rock alternativo de sus álbumes anteriores. Desde su séptimo disco, la banda presenta elementos electrónicos, en Kick In The Teeth, de Time For Annihilaton, usan un estilo punk acompañado de sonidos distorsionados. En The Connection y F.E.A.R reincorporan elementos del punk, pop, rap, electrónica, y por supuesto metal.
El líder, Jacoby Shaddix, dijo lo siguiente en una entrevista: "somos una banda que trata de andar esa línea entre el metal, hardcore, punk y el pop, e intentamos hacer que suene cool.
Papa Roach ha citado a Mr Bungle, Faith No More, Rage Against the Machine, Cypress Hill, Wu - Tang Clan, A Tribed Called Quest, The Roots, Fugees, Red Hot Chili Peppers, Jane's Addiction, Korn, Deftones, Nine Inch Nails, Helmet, Refused, Fugazi, Snapcase, Minor Threat, At The Drive - In, Thrice, Bad Religion, Social Distortion, Nirvana, Smashing Pumpkins, Stone Temple Pilots y Pixies según su lista oficial de Spotify "Papa Roach's early influences".

## Miembros

### Miembros actuales
- Jacoby Shaddix – voz (1993-presente)
- Jerry Horton – Guitarra, Coros (1997-presente)
- Tobin Esperance – Bajo, Coros (1997-presente)
- Tony Palermo - Batería, Coros (2008-presente)

### Miembros anteriores
- Andrew Saturley – guitarrista que fue reemplazado por Jerry Horton en 1997, cuando la banda estaba recién formándose. (1993-1997)
- Ben Luther – guitarrista que abandonó su puesto a principios de la formación de la banda. (1993-1997)
- Will James – bajista que apareció en la primera grabación, Potatoes for Christmas. (1995-1997)
- Ryan Brown – baterista que reemplazó temporalmente a Dave Buckner, mientras él estudiaba arte en Seattle, en el álbum Potatoes for Christmas. (1993-1997)
- Dave Buckner - baterista y percusión. (1993-2008) Se anunció su partida de la banda el 28 de enero del 2008, en una declaración hecha por Shaddix en el Myspace de la banda.

## Apariciones
- 2000 : Tony Hawk Pro skater 2, suena la canción "Blood Brothers" como parte del soundtrack del juego.
- 2001: El único, película de acción, suena «Last Resort» en el final y los créditos.
- 2001: Gran Turismo 3 A-Spec Aparece la canción Never Enough del álbum Infest en la banda sonora del juego.
- 2002: Pepsi utilizó fragmentos del vídeo musical de «Time and Time Again» para realizar el comercial de la entonces nueva Pepsi Blue (lanzada en agosto de 2002.
- 2005: “Getting Away With Murder" (gran turismo 4 remix) y “not listening" forman parte de la banda sonora de gran turismo 4 desarrollado por polyphony digital para ps2.
- 2005: "Getting Away With Murder" - en la banda sonora del videojuego "Mx vs Atv - Unleashed".
- 2006: "Not Listening" y "Blood Brothers" forman parte de la banda sonora del videojuego FlatOut 2 desarrolado por Bugbear Entertainment.
- 2006-2009: "To be loved" Canción oficial de "Monday Night Raw".

Película.La reina de los condenados.
- 2018: "Born for Greatness" Canción oficial de "Monday Night Raw".

## Discografía
| Álbumes de estudio - 1997: Old Friends from Young Years - 2000: Infest - 2002: Lovehatetragedy - 2004: Getting Away With Murder - 2006: The Paramour Sessions - 2009: Metamorphosis - 2010: Time For Annihilation - 2012: The Connection - 2015: F.E.A.R. (Face Everything and Rise) - 2017: Crooked Teeth - 2019: Who Do You Trust? - 2022: Ego Trip | Compilations - 2010: ...To Be Loved: The Best of Papa Roach - 2021: Greatest Hits Vol.2 The Better Noise Years Álbumes en vivo - 2005: Live & Murderous In Chicago - 2008: Crüe Fest - 2010: Time For Annihilation | Sencillos - «Last Resort» - «Broken Home» - «Between Angels and Insects» - «She Loves Me Not» - «Time and Time Again» - «Getting Away With Murder» - «Scars» - «Take Me» - «...To Be Loved» - «Forever» - «Time Is Running Out» - «Reckless» - «Hollywood Whore» - «Lifeline» - «I Almost Told You That I Loved You» - «Had Enough» - «Kick In The Teeth» | - «Burn» - «No Matter What » - «Still Swingin'» - «Before I Die» - «Silence Is The Enemy» - «Not That Beautiful» - «Leader Of The Broken Hearts» - «Warriors» - «Face Everything and Rise» - «Gravity» - «Devil» - «Crooked Teeth» - «American dreams» - «Born for Greatness» - «Help - «Periscope» |

## Premios y nominaciones
Grammy Awards
| Año  | Nominación:   | Premio                       | Resultado |
| ---- | ------------- | ---------------------------- | --------- |
| 2001 | Papa Roach    | Best New Artist              | Nominado  |
| 2001 | "Broken Home" | Best Music Video, Short Form | Nominado  |

Mtv Video Music Awards
| Año  | Nominación:                    | Premio          | Resultado |
| ---- | ------------------------------ | --------------- | --------- |
| 2000 | Papa Roach (Por "Last Resort") | Best New Artist | Nominado  |

## Tours
- Warped Tour (2000)
- Issues Tour (2000) with Korn y Powerman 5000
- Total Request Live Tour (2000) con (həd) p.e. y Taproot
- Anger Managment Tour (2001) con Limp Bizkit, Eminem y Xzibit
- Raid the Nation Tour (2001) con Orgy, (həd) p.e. y Alien Ant Farm
- Ozzfest (2001)
- Headlining tour (2003) con Nonpoint, Reach 454 y Die Trying
- The Bad Boys of Rock Tour (2007) con Buckcherry, The Exies, 12 Stones, Hinder y Rev Theory
- Crüe Fest (2008) with Mötley Crüe, Buckcherry, Trapt and Sixx:A.M.
- Dark Horse Tour (2009) with Nickelback, Hinder and Saving Abel
- Headling Fall Tour (2009) with Jet, Kill Hannah and Aranda
- Headling December Tour (2009) with Shinedown and Halestorm
- Headling Spring Tour (2010) con Puddle of Mudd, 12 Stones, Hellyeah, Adelitas Way y Seasons After
- Monsters of Annihilation Tour (2010) con Trapt, Skillet y My Darkest Days
- Taste of Chaos Tour (2010) con Disturbed, Buckcherry and Halestorm
- Jägermeister Music Tour (2011) with Buckcherry, My Darkest Days y Bleeker Ridge
- Q101 Jamboree (2011) con Sum 41, Seether y 30 Seconds To Mars
- Raid the Nation (2012) Finger Eleven and Pop Evil
- Rock Allegiance Tour (2011) con Buckcherry, Puddle of Mudd, P.O.D., Crossfade, RED, y Drive A
- Summer Headline Tour (2012) con Art of Dying y In This Moment
- Uproar Festival (2012) with Shinedown, Godsmack, Staind, Adelitas Way, P.O.D., Fozzy Thousand Foot Krutch and Deuce.
- Winter Co-Headlining Tour (2013) with Stone Sour and Otherwise
- The Connection tour (2013) with Escape The Fate and Otherwise and Trevor Davis
- Carnival Of Madness (2013) with Shinedown, Skillet, In This Moment, and We as Human
- The Connection Tour (2013) with Pop Evil and Age of Days
- Welcome to Rockville (2013)
- Louder Than Life Festival (2014)
- Soundwave Festival (2015)
- Rocklahoma (2015)
- Westfest (2015)
- Welcome to Rockville (2015)